# 艾倫·考克斯
艾倫·考克斯（英語：Alan Cox，1968年7月22日—）是一名英國程序員，生於英格蘭索利赫爾。他自1991年開始投入Linux內核的開發工作，在開發者社群中有很高的地位，是Linux开发工作中的关键人物之一。他負責維護Linux內核 2.2版這個分支，在2.4版中也提供許多程式碼，擁有自己的分支版本。他住在威尔斯斯旺西，他的妻子于2015年逝世。2020年他再婚。他于1991年在斯旺西大学获得计算机科学理學學士学位，2005年在那里获得工商管理碩士学位。

## 参加Linux内核的工作

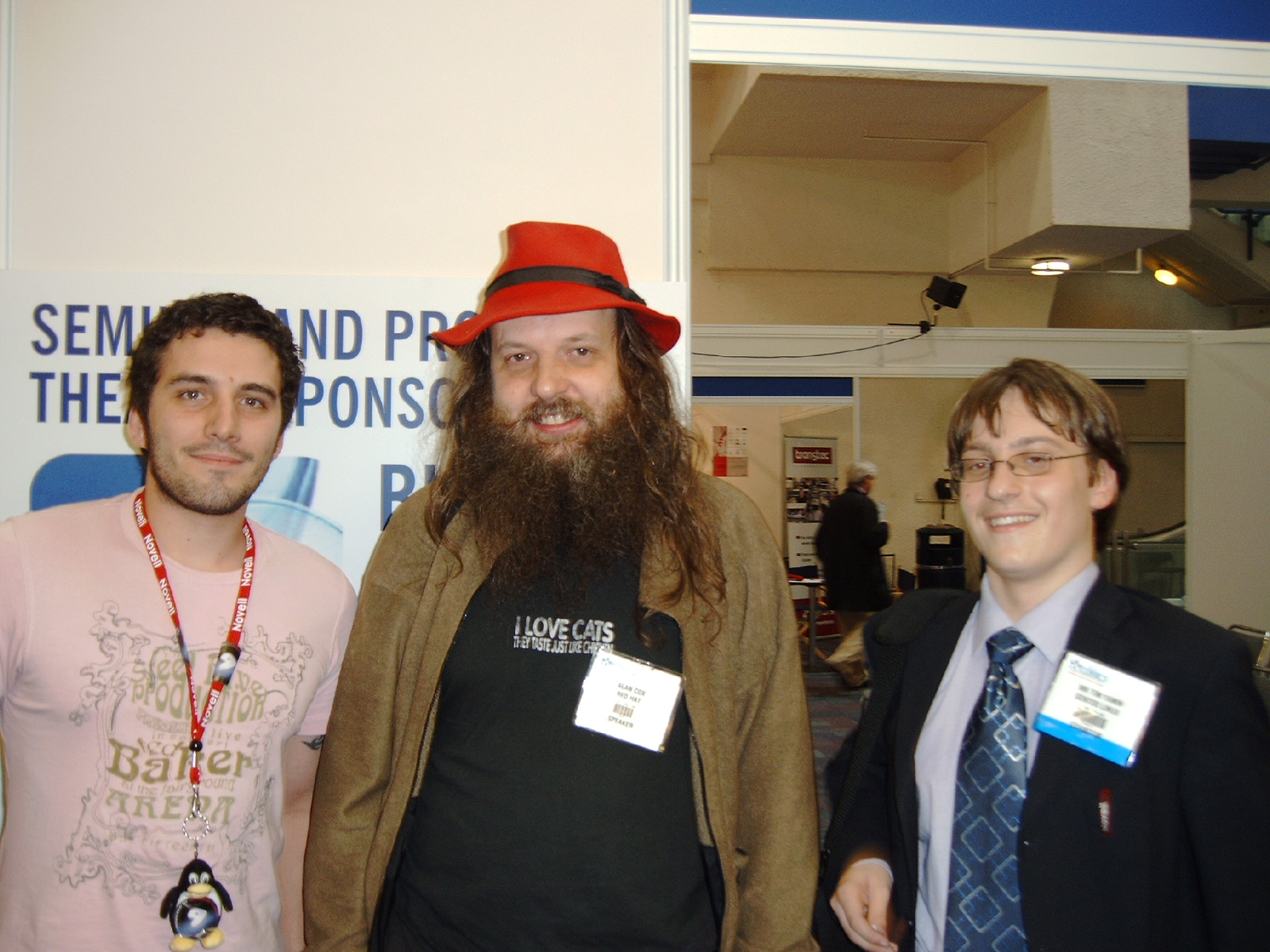
艾倫·考克斯在LinuxWorldExpo

艾倫·考克斯毕业于阿伯里斯特威斯大学。在斯旺西大学工作時，艾倫·考克斯在學校计算机协会的伺服器上安裝了一個早期的linux版本，供學校使用。这是首次有人把Linux安装在一个繁忙的计算机网络上，它显示了许多Linux网络源代码的错误。他修正了許多这些問題，随后重寫了網路系統中的許多部份。隨後成為linux內核開發小組中的重要成員。
艾倫·考克斯負責維持2.2版，在2.4版上擁有自己的分支（在版本號上會冠上ac，如 2.4.13-ac1）。他的分支版本非常穩定，修正許多錯誤，許多廠商都使用他的版本。他涉入許多linux內核開發的事務，在社群中有很高的地位，有時會被視為是林纳斯·托瓦兹之下的第二號領導者。但在開始進修工商管理硕士之後，他減少了投入社群的時間。
2009年7月28日，艾倫·考克斯与林纳斯·托瓦兹就纠正TTY層的错误的工作范围问题上发生意见分歧后放棄了TTY層維護者的角色。2019年末他提前退休。
在1999年至2009年間，艾倫·考克斯受雇於Red Hat。2011年之後，進入英特爾公司工作。在2013年1月，由于家庭因素，曾短暫退出Linux核心開發工作，也辭去英持爾的工作。在这段时间里他全职守护他得癌症得妻子。但在同年度又恢復他的工作，同時繼續進行核心開發。
除Linux內核之外，艾倫·考克斯也投入GNOME與X.Org專案，同時他也曾是AberMUD的主要開發者，当时他还是阿伯里斯特威斯大学的学生。

## Fuzix：因为小意味着美
2014年10月31日艾倫·考克斯通过Google+宣布将开发Fuzix OS，一个主要为Z80开发的小型V核心系统。
用够了D系统？

Kdbus是你的最后救援？

Linux社群太大太乱？

怀念从前的好时间，那个时候你知道每个贡献者的名字，一张软盘就可以存下所有的源代码？

## 火车模型
艾倫·考克斯办了一家生产N軌火车模型的公司。

## 社会活动
考克斯非常积极地支持编程自由，他强烈反对软件专利、數字千年版權法和消费者宽带和数字电视促进法。作为抗议他退出USENIX。德米特里·斯克利亚罗夫被捕后他说他此后不会再去美国因为他怕被关押。
2007年1月他申请了一系列“版权管理系统”的专利。考克斯的前雇主RedHat发表了一份马克·韦宾克和考克斯本人起草的声明说它不会使用自己的专利去对付任何自由软件项目。
考克斯也是信息与政策研究基金会和公開權利組織的顾问。

## 荣誉
2003年在布鲁塞尔举办的自由及開源軟件開發者歐洲會議上考克斯获得自由软件基金会的自由软件进步奖。
2005年10月5日考克斯在伦敦获得LinuxWorld奖。
2013年7月18日威爾斯三一聖大衛大學授予他荣誉学者地位。
2016年7月20日考克斯的母校斯旺西大学授予他荣誉博士学位。